# Wctype.h
wctype.h — заголовний файл стандартної бібліотеки мови програмування С. Містить функції для роботи з окремими" широкими " символами.

## Функції

### Функції для «розрізнення» символів
| Функція   | Опис                                                        |
| --------- | ----------------------------------------------------------- |
| iswalnum  | Перевіряє, чи є символ буквою або цифрою                    |
| iswalpha  | Перевіряє, чи є символ буквою                               |
| iswblank  | Перевіряє, чи є символ «порожнім» (пропуск, табуляція тощо) |
| iswcntrl  | Перевіряє, чи є символ керувальним                          |
| iswdigit  | Перевіряє, чи є символ десятковою цифрою                    |
| iswgraph  | Перевіряє, чи має символ графічне подання                   |
| iswlower  | Перевіряє, чи є символ малою літерою                        |
| iswprint  | Перевіряє, чи є символ видруковним                          |
| iswpunct  | Перевіряє, чи є символ знаком пунктуації                    |
| iswspace  | Перевіряє, чи є символ пропуском                            |
| iswupper  | Перевіряє, чи є символ великою літерою                      |
| iswxdigit | Перевіряє, чи є символ шістнадцятковою цифрою               |

### Інші функції
| Функція  | Опис                                 |
| -------- | ------------------------------------ |
| towlower | Повертає символ у нижньому регістрі  |
| towupper | Повертає символ у верхньому регістрі |

```
 
wint_t
 
towctrans
(
wint_t
 
c
,
 
wctrans_t
 
desc
);

```

Функція перетворює символ залежно від рядка desc та встановленим LC_CTYPE.
```
 

c
 
=
 
towctrans
((
wint_t
)
c
,
 
wctrans
(
"toupper"
));
 
// Змінити значення змінної "c" на відповідне у верхньому регістрі.

c
 
=
 
towctrans
((
wint_t
)
c
,
 
wctrans
(
"towlower"
));
 
// Змінити значення змінної "c" на відповідне у нижньому регістрі.

```

### Константа
WEOF — Значення закінчення файлу, яке відповідає ((wint_t)-1).

## Приклад використання
Переведення рядка у верхній регістр:
```
#include
 
<wctype.h>

#include
 
<stdio.h>

int
 
main
(
void
)
 
{

 
int
 
i
 
=
 
0
;

 
wchar_t
 
str
[]
 
=
 
L
"Wikipedia.
\n
"
;

 
while
(
str
[
i
])
 
{

   
putwchar
(
towupper
(
str
[
i
]));

   
i
++
;

 
}

 
return
 
0
;

}

```